# Louis Jules Trochu
Louis Jules Trochu   (Le Palais, 12 de març de 1815 - Tours, 7 d'octubre de 1896) fou un militar i polític francès.
Assolí el grau de general de l'exèrcit francès. El 17 d'agost del 1870, durant la Guerra Francoprussiana, fou nomenat governador de París i comandant en cap de les forces per a la defensa de la capital. Durant la revolució que esclatà el setembre fou nomenat el president provisional del govern de defensa nacional. Abans de la rendició de París davant els alemanys, cedí al general Joseph Vinoy el càrrec de governador de la capital francesa i va fer el mateix com a president provisional de França abans de la firma de l'armistici francès davant Alemanya el febrer de 1871.
Fou elegit membre de l'Assemblea Nacional Francesa, es retirà de la vida política el 1872 i un any més tard ho feu de la carrera militar.